# میرآباد سفلی
میرآباد سفلی، روستایی از توابع بخش مرکزی شهرستان بانه در استان کردستان ایران است.
این روستا همسایە است با روستای دلنشین میرآباد علیا ، روستای شرگه و روستای سویرو

## جمعیت
این روستا در دهستان شوی قرار دارد و براساس سرشماری مرکز آمار ایران در سال ۱۳۸۵، جمعیت آن ۲۸۳ نفر (۵۴خانوار) بوده‌است.